# Silvano Maria Tomasi
Silvano Maria Tomasi CS (Casoni di Mussolente, 12. listopada 1940.) talijanski je prelat Katoličke Crkve koji je od 1. studenog 2020. služio kao posebni izaslanik Suverenog malteškog vojnog reda. Bio je stalni promatrač Svete Stolice pri Ujedinjenim narodima u Ženevi od 2003. do 2016. godine. Prethodno je djelovao u Rimskoj kuriji, postao je nadbiskup 1996., a predstavljao je Svetu Stolicu kao apostolski nuncij u Africi od 1996. do 2003. godine.
Papa Franjo je 25. listopada 2020. najavio da će ga povisiti u rang kardinala na konzistoriju zakazanom za 28. studenog 2020. godine. Na tom ga je konzistoriju papa Franjo proglasio kardinalom-đakonom San Nicola in Carcere.
Dana 1. studenoga 2020. papa Franjo imenovao je Tomasija svojim posebnim izaslanikom u Suverenom malteškom vojnom redu.